# Aiguille du Midi, Schweiz
Aiguille du Midi är en bergstopp i Schweiz. Den ligger på gränsen till Frankrike i distriktet Martigny och kantonen Valais, i den sydvästra delen av landet, 110 km söder om huvudstaden Bern. Toppen på Aiguille du Midi är 3 300 meter över havet.